# امیراصلان علی‌اف
امیراصلان علی‌اف (ترکی آذربایجانی: Əmiraslan Rza oğlu Əliyev; ۳۰ اوت ۱۹۶۰ – ۱۷ مارس ۱۹۹۵) قهرمان ملی جمهوری آذربایجان است، که در حین حفظ نظم عمومی، استقلال و حاکمیت ملی به هنگام کودتای نافرجام مارس ۱۹۹۵ در جمهوری آذربایجان کشته شد.

## زندگی‌نامه
امیراصلان علی‌اف ۱۰ اوت سال ۱۹۶۰، در شهر نخجوان جمهوری خودمختار نخجوان آذربایجان شوروی به دنیا آمد. در سال ۱۹۷۷، از مدرسه شماره ۱ به نام عزیر حاجی‌بیگف فارغ‌التحصیل شد. بین سال‌های ۱۹۷۷ تا ۱۹۷۹ به عنوان کارگر در یک کارخانه شراب‌سازی مشغول به کار شد. در میان سال‌های ۱۹۷۹ تا ۱۹۸۱ در ارتش شوروی خدمت سربازیاش را گذراند. از ۱۹۸۱ الی ۱۹۸۲ و ۱۹۸۲ تا ۱۹۹۲، به عنوان کارگر به ترتیب در کارخانه تولید ظروف شیشه‌ای نخجوان، و اداره آب و عمران «وایخیر» کار نمود. همزمان با کار کردن، او به تحصیلات خود نیز ادامه داد.
وی دانش‌آموخته رشته ادبیات از دانشگاه تربیت مدرس نخجوان در سال ۱۹۸۷ است. به سال ۱۹۹۲، او به خدمت نظام وظیفه احضار و در نیروی مرزی وزارت امنیت ملی جمهوری آذربایجان گماشته شد. در اسرع زمان او به خاطر خدمت متمایزش به چند تا مقام ارشد در ارتش تعیین شد. ستوان امیراصلان علی‌اف در پاس خدمات برجسته اش بعد از مدتی به عنوان رئیس ستادی که در آن خدمت می‌نمود، منصوب گردید. امیراصلان علی‌اف به هنگام خنثی‌سازی کودتای نافرجام ۱۷ مارس سال ۱۹۹۵ در جمهوری آذربایجان که عده ای آشوب‌گر و تبهکار مباردت به آن ورزیده بودند، کشته شد. او در خیابان شهداء نخجوان به خاک سپرده شد.

## خانواده
امیراصلان علی‌اف متأهل و دارای سه فرزند بود.

## نشان
بنابه فرمان شماره ۳۰۷ حیدر علی‌اف، رئیس‌جمهور وقت آذربایجان، به تاریخ ۴ آوریل ۱۹۹۵، پس از مرگش از امیراصلان علی‌اف با اهدای نشان قهرمان ملی این کشور تقدیر شد.